# Merlin Holland
Christopher Merlin Vyvyan Holland (Londres, 1945) es un biógrafo y editor británico. Es el hijo del autor Vyvyan Holland y su segunda esposa, Thelma Besant, y es el único nieto de Oscar Wilde. A pesar de que es descendiente directo de Oscar Wilde, el nombre Holland se produjo después de un juicio contra Wilde por indecencia, y su posterior encarcelamiento, a partir de lo cual la esposa de Wilde cambió su nombre por el de Holland, el nombre de una antigua familia vecina.
Merlin Holland ha estudiado e investigado la vida de Wilde durante los últimos 20 años. Es el coeditor, con Rupert Hart-Davis, de The Complete Letters of Oscar Wilde, y el editor de Irish Peacock and Scarlet Marquess, la primera versión no censurada de los ensayos de su abuelo en 1895 (también titulada The Real Trial of Oscar Wilde para el lanzamiento en los Estados Unidos). Holland ha escrito también The Wilde Album, un pequeño volumen que incluye fotografías inéditas de Wilde. El libro se centra en como el escándalo causado por los ensayos de Wilde afectaron a su familia, sobre todo a su esposa, Constance, y a sus hijos, Cyril y Vyvyan. En 2006, su libro Oscar Wilde: A Life in Letters fue publicado, y su volumen Coffee with Oscar Wilde, una imaginada conversación con Oscar, fue publicado en otoño de 2007. Merlin Holland vive en Borgoña, Francia, con su novia Emma.
El hijo de Merlin, Lucian Holland (nacido en 1979), es el único bisnieto de Oscar Wilde. Lucian vive en Oxford, Inglaterra, donde estudió en el Magdalen College, y es un programador de computadoras. Ambos estuvieron presentes en la inauguración de una estatua que conmemora a su famoso antepasado. A Lucian le dieron habitaciones en el Magdalen College, donde Wilde había permanecido.

## Obra
| Año  | Obra | Notas |
| ---- | --- | --- |
| 1998 | The Wilde Album | N.º de páginas: 192 págs. Encuadernación: Tapa dura. Editorial: Henry Holt and Co. Idioma: inglés. Descripción: Recopilación de cartas, fotografías, caricaturas y recortes hecha por el autor sobre su abuelo, Oscar Wilde.                      |
| 2003 | Irish Peacock and Scarlet Marquess: The Real Trial of Oscar Wilde Traducida como: El marqués y el sodomita: Oscar Wilde ante la justicia | N.º de páginas: 384 págs. Encuadernación: Tapa dura. Editorial: Fourth Estate. Idioma: inglés. Descripción: Estudio histórico del autor sobre el juicio al que se enfrentó Oscar Wilde.                                                           |
| 2004 | The Real Trial of Oscar Wilde | N.º de páginas: 384 págs. Encuadernación: Tapa dura. Editorial: Harper Perennial. Idioma: inglés. Descripción: reedición del libro anterior, publicando por primera vez la transcripción sin censura del juicio entre Oscar Wilde y John Douglas. |